# Ugo Ehiogu
Ugo Ehiogu (London, Hackney, 1972. november 3. – London, 2017. április 21.) válogatott angol labdarúgó, hátvéd, edző.

## Pályafutása

### Klubcsapatban
A Senrab FC csapatában, majd a West Bromwich Albion korosztályos csapatában kezdte a labdarúgást. 1989-ben mutatkozott be a WBA első csapatában. 1991 és 2000 között az Aston Villa játékosa volt. Tagja volt az 1995–96-os idényben a ligakupagyőztes és 2000-ben az angol kupa-döntős együttesnek. 2000 és 2007 között Middlesbrough csapatában szerepelt, ahol a 2003–04-es idényben ismét ligakupa győzelmet ért el az együttessel. A 2006–07-es idényben kölcsönben szerepelt a Leeds Unitedban. A következő idényben a skót Rangers labdarúgója volt. A 2008–09-es szezonban a Sheffield United játékosa volt. 2012-ben Wembley igazolt labdarúgója volt.

### A válogatottban
1992-93-ban 15 alkalommal szerepelt az angol U21-es válogatottban és egy gólt szerzett. 1994-ben egyszer játszott az angol B-válogatottban. 1996 és 2002 között négyszer játszott az angol válogatottban és egy gólt szerzett.

### Edzőként
2014-től haláláig a Tottenham Hotspur edzője volt.

## Halála
2017. április 20-án a Tottenham edzőpályáján szívroham miatt összeesett. Azonnal kórházba szállították, de másnap kora reggel 44 évesen korában elhunyt.

## Sikerei, díjai
Aston Villa
- Angol ligakupa (EFL Cup)
  - győztes: 1995–96
- Angol kupa (FA Cup)
  - döntős: 2000

 Middlesbrough
- Angol ligakupa (EFL Cup)
  - győztes: 2003–04